# 百瀬渡
百瀬 渡（ももせ わたる、1874年（明治7年）2月5日 - 1945年（昭和20年）12月21日）は、長野県出身の政治家。衆議院議員、松本市長。

## 来歴
1888年（明治21年）に松本中学校に入ったが2年後に中退。降旗元太郎のいた信陽日報（後の信濃日報）に記者として入社した。記者を続けながら（後に同社の社長となる）、中山村村会議員も務めた。東筑摩郡会議員を経て、1912年（明治45年）以来、長野県会議員に毎回当選。
その後の代議士時代には「原蚕種国営に関する建議」を提出するなどした。翼賛政治体制に反対の立場を取り、院内会派「同交会」に所属したが、1942年（昭和17年）4月30日の翼賛選挙（第21回衆議院議員総選挙）には出馬しなかった（市政＝後述に専念するためという説がある）。
1940年（昭和15年）から1944年（昭和19年）までは、松本市長を1期務めた。長いひげの風貌で「蒙古王」と呼ばれ、親しまれた。

## 関連書籍
- 蒙古王百瀬渡の生涯: 気骨ある文人政治家（2012.11、百瀬渡顕彰会編集委員会）